# Capilla de Mármol
El santuario de la naturaleza Capilla de Mármol es un monumento nacional de Chile, constituido por un conjunto de formaciones minerales de carbonato de calcio. Se ubica en la ribera oeste del lago General Carrera, Región de Aysén, en las cercanías de Puerto Río Tranquilo y a 223 km al sur de la capital regional, Coyhaique. 
A lo largo de los años, las aguas del lago —el segundo más grande de América del Sur— han erosionado los escarpes costeros, creando estas formaciones que incluyen cavernas e islotes. Algunas de estas formaciones son conocidas también como Catedral de Mármol, Capillas de Mármol o Cavernas de Mármol. En los últimos años, se han convertido en un importante atractivo turístico de la Región de Aysén. 

## Historia

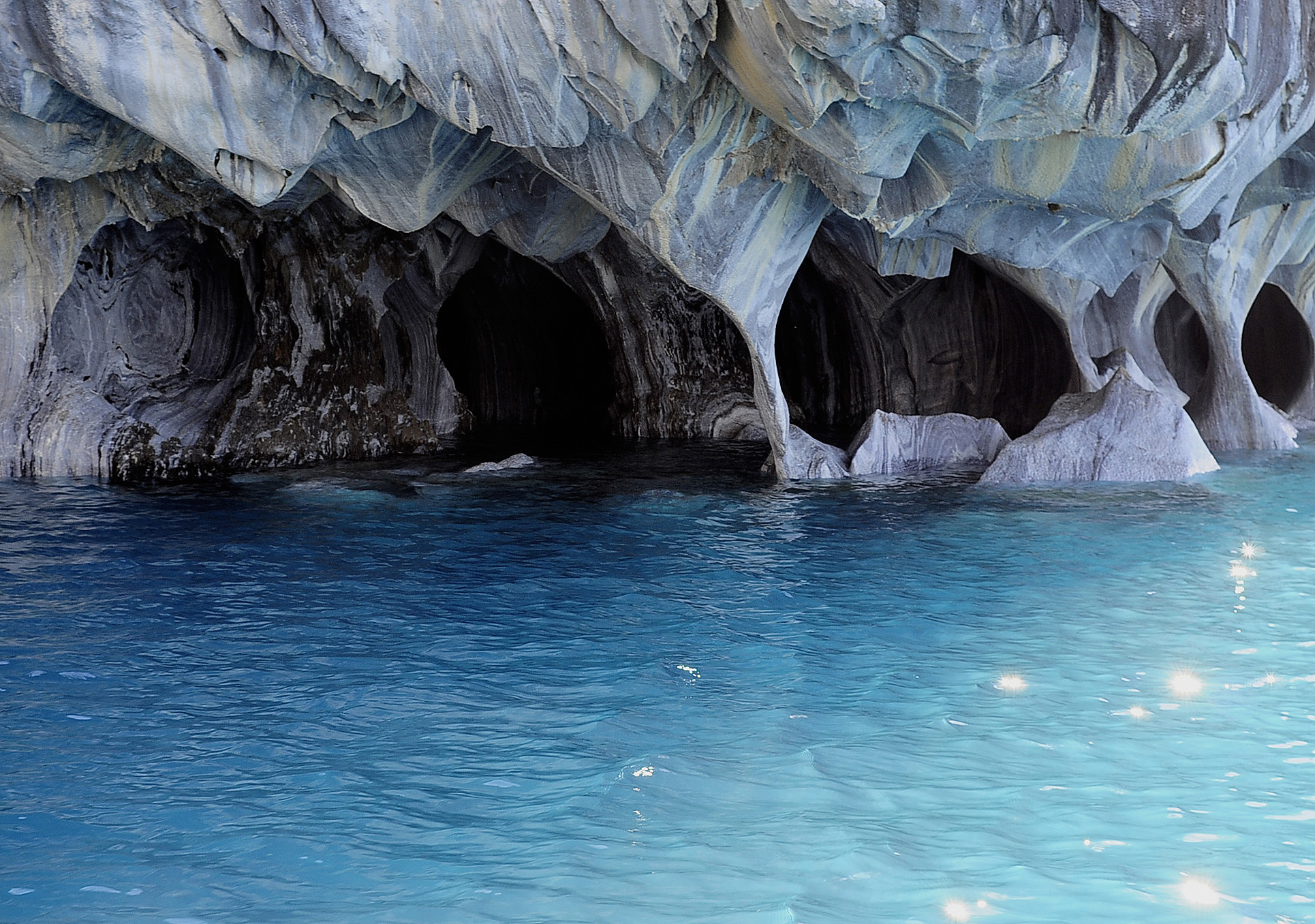
Entradas Capilla de Mármol

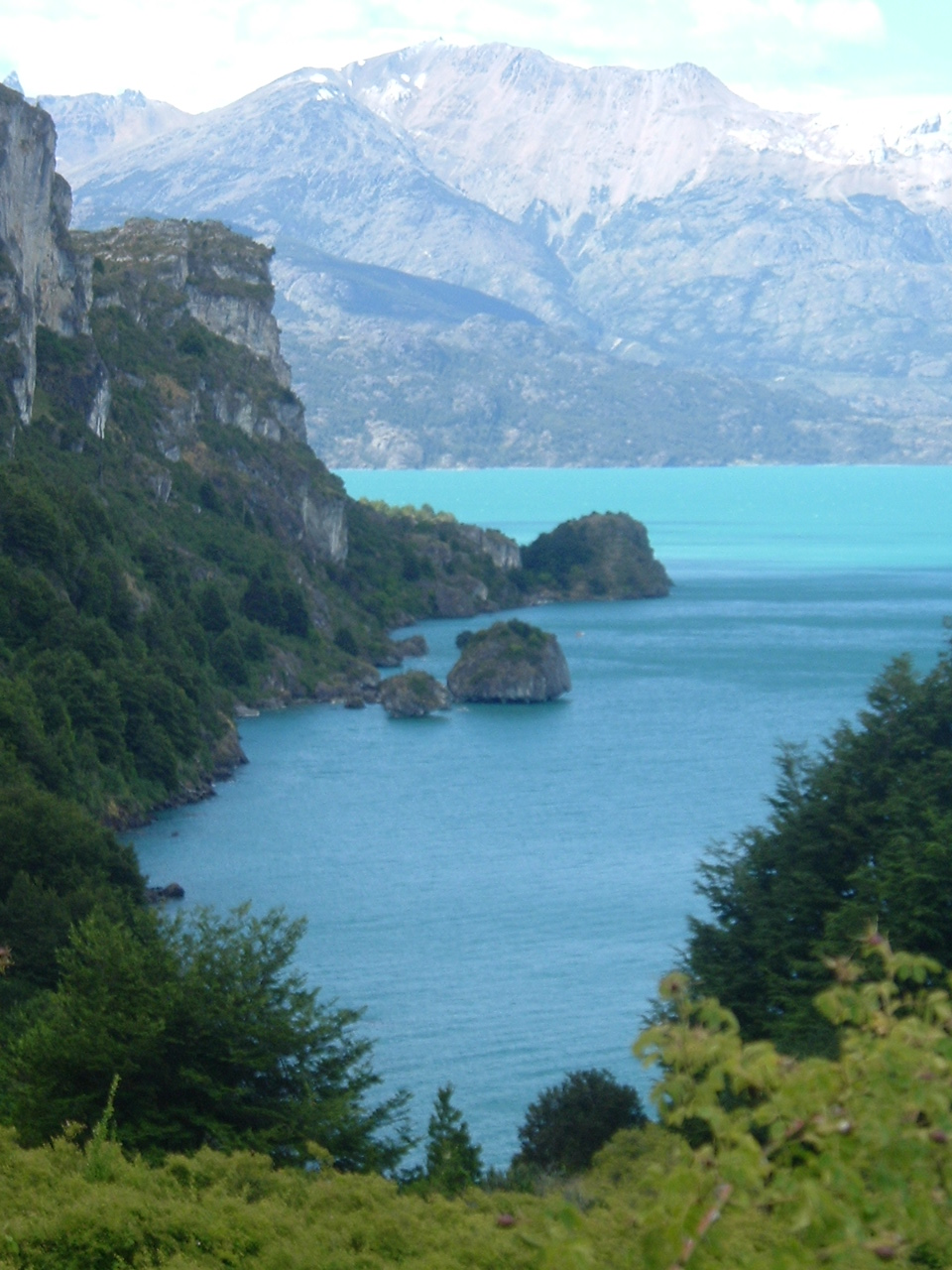
Vista de la Capilla y la Catedral de Mármol, sobre la puntilla El Mármol y el lago General Carrera.

El término «Capilla de Mármol» habría sido acuñado a fines del siglo o a principios del siglo xx, en conjunto con las investigaciones geográficas para delimitar el territorio entre Chile y Argentina. Uno de los registros más antiguos se encuentra en las páginas de un texto llamado Trepando los Andes, escrito por el explorador ítalo-argentino Clemente Onelli, y publicado en 1904:

En la quietud nocturna, el eterno frémito de la vida mansamente encrespaba esa extensión enorme de agua, que brillaba como plata bruñida en el centro de un paisaje fantasmagórico bañado por la tenue fosforescencia del plenilunio: se destacaba allá lejos y perdido en la penumbra, el negro murallón de basalto, y en un plano más bajo, dos islotes de mármol proyectaban larga é indecisa su sombra sobre las trépidas aguas.
Clemente Onelli

No obstante, recién a fines de la década de 1930 comenzó a divulgarse de manera amplia el topónimo. El primero fue el geólogo suizo Arnold Heim, quien viajó en 1939 a la zona del lago General Carrera y escribió:

En medio de un fuerte zangoloteo y haciendo frente a olas enormes, bordeamos el temido Cabo Negro (Malvinas) hasta que logramos encontrar abrigo detrás de las moles de la Capilla de Mármol. ¡Qué soberbio espectáculo! Esta capilla de mármol es un islote de unos 25 m de altura conformada por mármol estriado de diferentes colores y erosionado de tal modo por las aguas del lago y por el viento, que su base apenas la constituyen delgadas columnas. Con un bote a remo se pueden recorrer las grutas y gozar de la imagen romántica que brindan sus formas, colores y reflejos.
Arnold Heim

Cuatro años después, el explorador Augusto Grosse confirmó que el islote principal era llamado «Capilla de Mármol» por los lugareños:

Pedro Lagos me lleva a ver un pequeño milagro de la naturaleza, a unas dos horas a caballo. Desde la orilla puedo admirar una formación, llamada “Capilla de Mármol”, de roca calcárea, sobre columnas creadas por la acción del agua y las olas; en realidad hace la impresión de una pequeña capilla. Es una lástima no disponer de un bote para ir a admirarla de más cerca.
Augusto Grosse

En las décadas siguientes surgirían otros nombres como «Catedral de Mármol», que se refiere al islote mayor para diferenciarlos de los otros, y «Cavernas de Mármol».
Desde los años 90, a medida que las rutas por la Carretera Austral comenzaron a desarrollarse turísticamente, el sector de la Capilla y la Catedral de Mármol se ha convertido en un atractivo de interés turístico en la Región de Aysén. En 1994, el sector fue declarado monumento nacional con el rango de «santuario de la naturaleza».

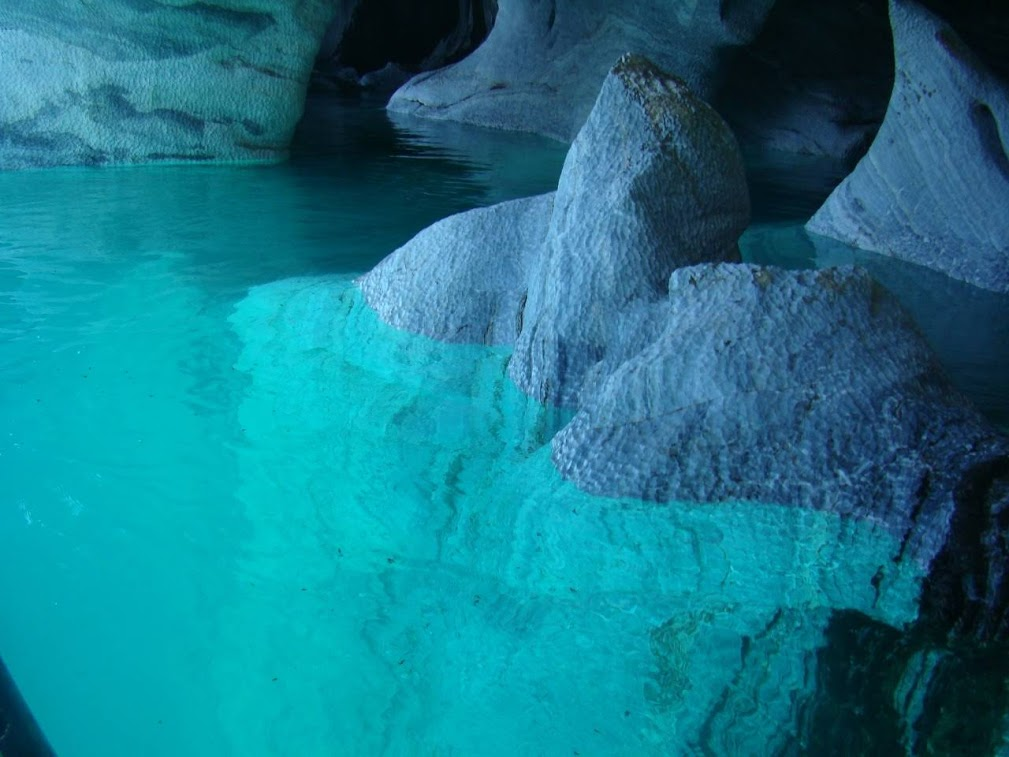
Interior de una de las cuevas

## Geología
Las formaciones corresponden a una serie de cavernas erosionadas por el lago General Carrera sobre el sector en que se junta el brazo norponiente —por el que llegan las aguas del río Murta— y el brazo surponiente (el cual desemboca en el río Baker) de este lago de origen glacial. Existen dos sectores principales: el más conocido turísticamente se ubica sobre la puntilla El Mármol y alrededor del cual se encuentran los principales islotes que dan origen a la «Catedral» y a la «Capilla»; el segundo, en tanto, se encuentra sobre la isla Panichini, cercana a Puerto Sánchez y sus islotes cercanos.
Las rocas expuestas a la erosión corresponden a mármoles pertenecientes al basamento metamórfico de la región, originarios del Paleozoico superior (correspondientes a una antigüedad de 300 millones de años). Parte de la piedra que la compone puede haberse formado cerca del Ecuador, comenzando luego su proceso de viaje hasta el lugar. Los mármoles poseen bandeamiento a diversas escalas, compuestas por rocas de distintos colores que parecen estar plegadas de manera compleja. Aunque el color blanco es el predominante, en algunos lugares es posible encontrar tonalidades azules y rosas. Se estima que el sector cuenta con más de 5000 millones de toneladas de mármol, con una ley del 94 % de carbonato de calcio.
La formación de las cavernas corresponden a un fenómeno kárstico más reciente, ocurrido hace 15 000 años, luego del fin del último periodo glacial. La erosión de las aguas del lago disolvió las rocas y dio origen a los acantilados e islotes de mármol que existen en la actualidad.
Las aguas en el lugar presentan una gran pureza, lo que permite un color celeste turquesa característico, cuya tonalidad se refleja en las piedras blancas del techo y las paredes. 

## Turismo
En la actualidad, existen diversos recorridos en lancha que zarpan desde Puerto Río Tranquilo, la principal localidad del sector y que se ubica en el sector de la Carretera Austral entre Cerro Castillo y Cochrane. En algunos casos pueden recorrer interiormente las cavernas del sector de las capillas, y también de la formación conocida como la catedral, ya que son dos partes separadas. También zarpan algunas lanchas desde Puerto Sánchez, aunque el acceso a esta localidad es mucho más difícil.